# 基安·伊马迪
基安·伊马迪（英語：Kian Emadi，1992年7月29日—），英国男子自行车运动员，2018年世界场地自行车锦标赛男子团体追逐赛金牌得主、2019年世界场地自行车锦标赛男子团体追逐赛银牌得主、2021年世界场地自行车锦标赛男子团体追逐赛铜牌得主。